# Elliot Hegarty
Elliot Hegarty (Londres, 1971) é uma diretora de televisão inglesa. Ficou conhecida por trabalhar em Roman's Empire, Star Stories, The Kevin Bishop Show, FM, Moving Wallpaper, Notes from the Underbelly, Mr. Sunshine, The Middle, Family Tools, Suburgatory e Great Night Out.